# 文興
文興（ぶんこう）は清代に魏枝葉が自立し建てた私年号。1704年? - 1706年。
李崇智は『清史列伝』を典拠に、康熙45年9月（1706年）に李天極、王（魏）枝葉らを捕らえたときに「文興3年」と称していたとする。鄧洪波は康熙43年9月（1704年）に魏枝葉が反して建元したとする。

## 西暦・干支との対照表
| 文興 | 3年      |
| 西暦 | 1706年   |
| 干支 | 丙戌     |
| 清   | 康熙45年 |